# القليس
غرقة القليس (معرب الإغريقية ἐκκλησία «كنيسة») هي الكنيسة التي بناها وزينها في اليمن أبرهة الأشرم ليحج إليها العرب بدلا من الكعبة، عندما لم يجد إقبالاً عليها من قبل العرب خرج بجيش عظيم على ظهور الفيلة لهدم الكعبة ولكن الله خذله هو وجيشه بطير أبابيل رمتهم بحجارة من سجيل فجعلهم كعصف مأكول. تقع هذه الكنيسة في صنعاء.
لم يبقَ منها في الوقت الحاضر غير موضعها حفرة وبضع شجرات، سيجتها هيئة التعاون الأهلي للتطوير سنة 1976 م، وتقع غرقة القليس التي هي حالياً مكب للنفايات في حارة القطيع قرب مسجد نصير داخل المدينة القديمة في غربي قصر السلاح.

## التاريخ
تمكن الإثيوبيون من هزيمة آخر ملوك الدولة الحميرية «شميفع أشوع» حوالي 527 - 570 ميلادية، وبعد سيطرتهم على صنعاء اتخذوها عاصمة لليمن، وباشر «أبرهة بن الصباح الحبشي» بناء كنيسة القليس التي أراد أن يصرف العرب إلى عبادتها بدلاً من الكعبة في مكة المكرمة، وقد استخدم أسطورة تقول إن المسيح سيعود إلى صنعاء وسيصلي في مكان ما فيها لتبرير بناء الكنيسة على نفس مستوى الكنائس المشهورة التي يحُج إليها مثل كنيسة قبر المسيح في القدس التي بنيت خلال الفترة 328 – 336 ميلادية، كنيسة الميلاد التي بنيت في بيت لحم سنة 333 ميلادية، ويعتبر بناء كنيسة القليس من المعالم البارزة في تاريخ العمارة اليمنية في صنعاء، ووفقاً لدراسة أسلوب بناء أعمدة وتيجان أعمدة كنيسة القليس هناك احتمال قوي بأن أسلوب البناء جاء من أسلوب بناء كنيسة مدينة ظفار التي بناها الأحباش بعد استيلائهم على ظفار والتي أحرقها الملك الحميري يوسف أسار يثأر خلال حملة عسكرية شنها خلال القرن السادس الميلادي في ظفار في سنة 518 ميلادية.

## الموقع
وتقع كنيسة القليس في صنعاء داخل مدينة صنعاء القديمة في غربي قصر السلاح بحارة غرقة القليس حيث يوجد فيها صرحة واسعة حفر في وسطها غرقة القليس، والقليس معناها الكنيسة، وهي المقابل العربي للفظة اللاتينية «إيكليسيا»، وربما كانت قلبا لكلمة (السامية القديمة) كنيس ومنها كنيست أي المجمع، والبعض يعيد القليس لارتفاع بنيانها وعلوها ومنه القلائس لأنها في أعلى الرؤوس.

## البناء
وقد وصف «رونالد ليوكوك» بنيان كنيسة القليس بأنها محاطة بفضاء فسيح للتنزه، وأنشئ مدخل الكنيسة على الجانب الغربي ويتم الوصول إليه بارتقاء سلم شديد الانحدار من المرمر، وشيد المبنى بكامله على مرتفع يزيد ارتفاعه عن خمسة أمتار وطليت أبوابها بالذهب والفضة، وكان يوجد من الداخل جناح ثلاثي، طوله (خمسون متراً) وعرضه (خمسة وعشرون متراً) تقريباً، ويرتكز عقده على أعمدة من الخشب الثمين والمزين بالرسوم وبمسامير من الذهب والفضة، ثم الجناح المصالب ذي الأقواس بعرض (12 متراً)، يقطع الجناح أروقة مزينة بالفسيفساء التي تمثل أشجاراً البلاط المستخدم من المرمر الملون، ويبدو أن الجناح المصالب قد كان منفصلاً عن الجناح بسلسلة من العقود المرتكزة على دعائم من المرمر، يكونها حاجز ضخم من الأبنوس ومن الأخشاب الثمينة الأخرى المرصعة بالعاج، منقوشة بصورة رائعة، وأمام الهياكل المذابح المقدسة كانت الأبواب المموهة بالذهب والمرصعة بالأحجار الكريمة، وفي وسط كل لوحة كان يوجد صليب من الذهب ومن حول هذه الجواهر حفرت زهور مختلفة تولد حالة من الاندهاش لدى الزائر.
وتيجان الأعمدة وجذوعها مزينة على كل وجه بأزواج من أوراق الأقنشيات المتعارضة والمنمنمة مائلة الأقواس نصف الدائرية، ومحيطة في الغالب بصليب، وكانت جذوع الأعمدة إسطوانية الشكل مغطاة بتشبيك زهري من رسوم الكروم الملتوية وقد هدمت في بداية (النصف الثاني من القرن الثامن الميلادي) في عام (753 ميلادية).